# Ion Bălan
Ion Bălan (n. 19 aprilie 1954) este un politician român, deputat în Camera Deputaților ales în circumscripția electorală nr.38 TULCEA, colegiul uninominal nr.4 în legislatura 2012-prezent din partea Partidului Social Democrat.